# Downtown Phoenix

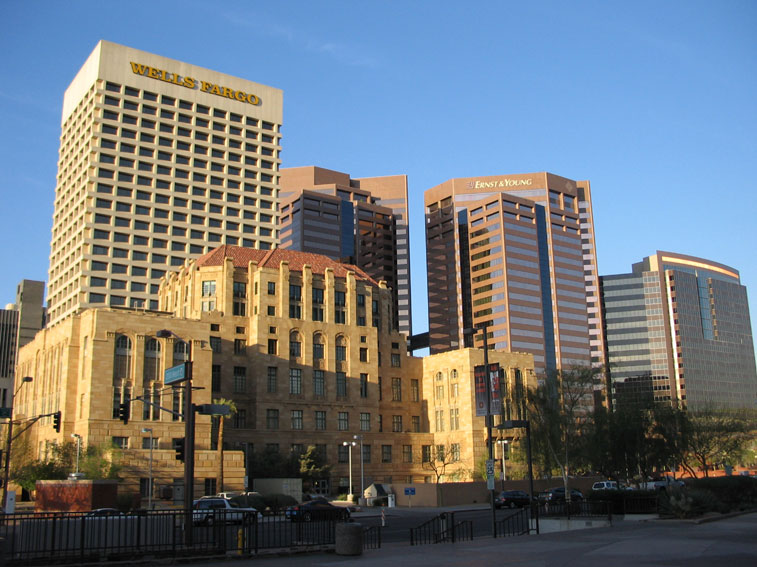

Downtown Phoenix è il quartiere degli affari della città di Phoenix, Arizona, Stati Uniti d'America. Si trova nel cuore dell'area metropolitana di Phoenix o Valley of the Sun.
Essendo il capoluogo della contea di Maricopa e la capitale dell'Arizona, Phoenix funge da centro politico, giudiziario e governativo a livello locale, statale e federale. L'area è un importante centro di occupazione per la regione, con molte società finanziarie, giuridiche e altre società nazionali e internazionali ospitate in una varietà di grattacieli. Le maggiori arti e istituzioni culturali chiamano anche l'area come sede.
La Downtown Phoenix è un importante centro di attività sportive, eventi di concerti dal vivo, ed è un centro altrettanto importante di banche e finanziario dell'Arizona. Quartier generale regionale per diverse importanti banche, tra cui JPMorgan Chase, Wells Fargo, US Bank, Bank of America, Compass Bank e Midfirst Bank sono tutte situate all'interno o vicino all'area.
La città di Phoenix definisce la downtown come l'area tra la 7th Street e la 7th Avenue, da McDowell Road a nord a Buckeye Road a sud. Tuttavia, la maggior parte dello sviluppo della downtown si concentra nell'area più piccola che circonda l'incrocio tra Washington St. e Central Avenue, punto di origine degli indirizzi e della numerazione di Phoenix.